# Шведова, Нина Васильевна
Ни́на Васи́льевна Шве́дова (31 января 1941, Мончегорск, Мурманская область — 13 июля 2022, Йошкар-Ола) — советская и российская актриса театра. Ведущая актриса Республиканского русского театра драмы Марийской АССР / Академического русского театра драмы им. Г. Константинова Республики Марий Эл (1972―2022). Заслуженная артистка Российской Федерации (1996). Народная артистка Марийской АССР (1988).

## Биография
Нина Васильевна Шведова родилась 31 января 1941 года в городе Мончегорске Мончегорского района Мурманской области, ныне город — административный центр муниципального образования город Мончегорск с подведомственной территорией той же области.
В 1963 году окончила студию при Республиканском музыкально-драматическом театре Тувинской АССР в городе Кызыле.
В 1960—1964 годах работала в театре в городе Кызыле Тувинской АССР.
В 1964―1969 годах работала в театре в городе Ленинабад-30 Таджикской ССР.
В 1969―1972 годах работала в Курганском театре драмы в городе Кургане.
В 1972 году по приглашению художественного руководителя и главного режиссёра Республиканского русского театра драмы Марийской АССР Георгия Викторовича Константинова переехала в город Йошкар-Олу и стала актрисой этого театра, где проработала вплоть до последних дней своей жизни. Признана актрисой широчайшего диапазона, создавшей на театральной сцене запоминающиеся образы как в классической, так и в современной драматургии.
В 1988 году ей присвоено почётное звание «Народная артистка Марийской АССР». В 1996 году за большой вклад в развитие отечественной культуры и искусства и многолетнюю плодотворную деятельность ей присвоено звание «Заслуженная артистка Российской Федерации».
Нина Васильевна Шведова умерла 13 июля 2022 года в городе Йошкар-Оле. Похоронена на Туруновском кладбище Йошкар-Олы.

## Репертуар
Список основных ролей Н. В. Шведовой:
- Жозефина («Корсиканка», И. Губач)
- Ольга («Нашествие», Л. Леонов)
- Анисья Тихоновна («На золотом дне», Д. Мамин-Сибиряк)
- Диана («Собака на сене», Лопе де Вега)
- Гурмыжская («Лес», А. Островский)
- Манефа («На всякого мудреца довольно простоты», А. Островский)
- Флоранс («Ловушка», Р. Том)
- Мадам Чейзен («Гарольд и Мод», К. Хиггинс)
- Стелла («Трамвай «Желание», Т. Уильямс)
- Валентина («Под одной крышей», О. Разумовская)
- Иоанна («Царь Иудейский», К. Романов)
- Ровинская («Заведение мадам Шойбес», А. Куприн)
- Серафима Ильинична («Самоубийца», Н. Эрдман)
- Памела Кронки («Ах, как бы нам пришить старушку!», Д. Патрик)
- Бабушка («Деревья умирают стоя», А. Касон)
- Амбра («Осенняя история», А. Николаи)
- Анна Ивановна («Приходи и уводи!», Н. Птушкина)

## Награды и звания
- Заслуженная артистка Российской Федерации, 1996 год[1][2]
- Народная артистка Марийской АССР, 1988 год[1][2]
- Заслуженная артистка Марийской АССР, 1979 год[1][2]
- Памятная медаль «Служение народу», 2021 год[3]
- Специальный приз «За честь и достоинство» фестиваля «Йошкар-Ола театральная», 2014 год

## Семья
Нина Шведова была замужем, дочь Евгения Борисовна Москаленко (род. 30 ноября 1967), актриса Академического русского театра драмы им. Г. Константинова, народная артистка Республики Марий Эл.